# Ministero per la sicurezza dello Stato (Unione Sovietica)
Il Ministero della sicurezza dello Stato, noto anche con l'acronimo MGB (in russo Министерство государственной безопасности, МГБ?, Ministerstvo gosudarstvennoj bezopasnosti) fu un dicastero dell'Unione Sovietica attivo dal 1946 al 1953 con funzioni di polizia segreta. Venne fuso all'MVD nel 1953 da Berija, il quale venne però arrestato e giustiziato quello stesso anno. L'anno successivo, il servizio di sicurezza venne nuovamente scorporato dall'MVD, ma divenne un Comitato, sotto il controllo diretto del Consiglio dei ministri, con il nome di KGB (1954-1991).
La polizia segreta della Germania dell'Est, la Stasi, aveva questo stesso nome, probabilmente influenzata dal nome dell'MGB.

## Ministri
- Vsevolod Nikolaevič Merkulov (1946)
- Viktor Semënovič Abakumov (1946 - 1951)
- Sergej Ivanovič Ogol'cov (1951) facente funzione
- Semën Denisovič Ignat'ev (1951 - 1953)